# 21469 Robschum
21469 Robschum este un asteroid din centura principală de asteroizi.

## Descriere
21469 Robschum este un asteroid din centura principală de asteroizi. A fost descoperit pe 21 aprilie 1998 la Socorro, New Mexico, în cadrul proiectului LINEAR. Asteroidul prezintă o orbită caracterizată de o semiaxă mare de 2,36 ua, o excentricitate de 0,16 și o înclinație de 2,3° în raport cu ecliptica.